# Charles Counhaye
Charles Counhaye, né à Verviers (Belgique) le 7 janvier 1884 et mort à Bruxelles (Belgique) le 16 septembre 1971, est un peintre, graveur et décorateur belge.

## Biographie
Charles Counhaye reçoit sa formation artistiques à l'académie de Verviers, puis à celle de Bruxelles chez Constant Montald.
Il s'établit pendant huit mois à Paris où il est influencé par le fauvisme et le cubisme.
De 1926 à 1949, il est professeur à l'Institut des arts décoratifs de La Cambre à Bruxelles, où il influence quelques adeptes de la peinture monumentale à tendance sociale.
Il réalisera quelques expositions en compagnie de Wolvens, J. Gooris, Pierre Scoupreman et Joseph-Gérard Van Goolen, sous la dénomination du "Groupe des V", notamment en 1935 à la galerie Georges Giroux.
En plus de la peinture, il s'intéresse aussi aux arts décoratifs, notamment la tapisserie, la fresque et l'art du vitrail.

## Style
Charles Counhaye peint dans l'esprit des fauves brabançons avec force couleurs pures. À la fin des années 1910, son style évolue vers une schématisation dramatique du réel et il travaille le clair-obscur propre aux expressionniste.

## Collections publiques
- Arlon, musée Gaspar, Collections de l'Institut archéologique du Luxembourg : gouache[3].